# Растеде
Растеде (нем. Rastede) — община и город в Германии, расположен в земле Нижняя Саксония.
Входит в состав района Аммерланд.  Население составляет 22 531 человек (в 2018 году). Занимает площадь 123 км².

## Демография
| Год  | Население |
| ---- | --------- |
| 1990 | 18 253    |
| 1995 | 19 142    |
| 2000 | 20 029    |
| 2005 | 20 145    |
| 2010 | 20 763    |
| 2018 | 22 531    |

## Административно-территориальное деление
Община Растеде подразделяется на 27 городских и сельских районов.
| Городские и сельские районы общины Растеде: | Городские и сельские районы общины Растеде: | Городские и сельские районы общины Растеде: | Городские и сельские районы общины Растеде: |
| ------------------------------------------- | ------------------------------------------- | ------------------------------------------- | ------------------------------------------- |
| Растеде I                                   | Растеде II                                  | Лейхтенбург                                 | Хостемост                                   |
| Зюдэнде I                                   | Зюдэнде II                                  | Кляйброк                                    | Дельфсхаузен                                |
| Кляйненфельде                               | Нойзюдэнде I                                | Нойзюдэнде II                               | Ханкхаузен I                                |
| Ханкхаузен II                               | Лой                                         | Лемдермор                                   | Баргхорн                                    |
| Ванбек                                      | Ипвеге                                      | Ипвегермор                                  | Хан-Лемден                                  |
| Нетен                                       | Бекхаузен                                   | Вапельдорф                                  | Хойбюльт                                    |
| Растедерберг                                | Лите                                        | Лее                                         |                                             |

## Государственные учреждения
Совет общины Растеде состоит из 34 советников, которые выбираются на муниципальных выборах каждые 5 лет. Последние коммунальные выборы состоялись в 2016 году. В них участвовало 59,79 % граждан, имеющих право голоса. Мандаты распределились следующим образом: ХДС получила 13 мест, СДПГ — 11, Зелёные — 5, Союз независимых избирателей — 2, СвДП — 1, Левые — 1, Свободная фракция Растеде — 1. 
Бургомистры Растеде: Эрнст Клише (ХДС) 1968—1970, Генрих Фольте (ХДС) 1970—1976, Карл-Хайнц Бротье (ХДС) 1976—1990, Дитер Декер (ХДС) 1990—2011, Дитер фон Эссен (ХДС) 2011—2019, Ларс Краузе  (СДПГ) с 1 ноября 2019 года.

## Учебные заведения
В общине находятся следующие учебные заведения: Евангелическая академия, Евангелическая народная высшая школа, Нижнесаксонская академия пожарной безопасности в Растеде-Лой, Народное училище, Академия кооперативного банка Везер-Эмс (ранее школа Райффайзенбанка), Общеобразовательная школа Растеде с отделениями общей, реальной школы и гимназическими классами, Коррекционная школа ам Фоссбарг, 6 начальных школ в Растеде, Хан-Лемдене, Кляйброке, Лейхтенбурге, Лое и Ванбеке. Кроме этих учреждений в Растеде располагается библиотека и архив общины.

## Лечебные учреждения
В Растеде находятся различные учреждения по стационарному уходу за пожилыми людьми. Первое учреждение подобного рода (AWO Wohnen & Pflegen Altenwohnanlage) было основано в 1974 году. Кроме него существуют такие заведения, как Петерсгоф Растеде, Дом для престарелых Хопкен. Три организации осуществляют помощь больным или пожилым людям на дому: Социальное отделение Растеде, Кура и Вита. Социально-психиатрическая служба заботится о психически больных жителях общины Растеде.

## История
История города Растеде начинается в 1059 году, когда упоминается пожалование графом Гуно из Рюстрингена средств на строительство церкви св. Ульриха. В 1091 году всего в нескольких сотнях метров от церкви возник монастырь бенедиктинского ордена, где через 5 лет был возведён монастырский собор. Монастырь в Растеде быстро превратился в крупный духовный центр северо-запада Германии. Он стал домашним монастырём Ольденбургской династии. После Реформации монастырь утратил своё значение, его владения были секуляризованы. Граф Кристоф Ольдебургский учредил в 1565 году первую народную школу этого региона.

## Достопримечательности
- Церковь св. Ульриха (Ev. Kirche St. Ulrich).
- Летняя резиденция герцогов Ольденбургских (Schloß). На фундаменте бывшего бенедиктинского монастыря граф Антон Гюнтер в 1643 году выстроил охотничий замок, который после продажи советнику юстиции Рёмеру в 1756 году был снесён вместе с монастырской церковью. Затем было построено новое двухэтажное здание поместья и заложен парк во французском стиле. В 1777 году герцог Петер Фридрих Людвиг приобрёл это владение. С 1782 по 1790 год была произведена перестройка здания в классицистических формах по проекту архитектора И. Г. Г. Бекера, прибавившему, в том числе, портик со сдвоенными колоннами перед центральным ризалитом. В стенных нишах были помещены две женские мраморные фигуры, символизирующие богатство и роскошь, а также установлены два сфинкса у пандуса подъезда. Окончательный вид дворец приобрёл после очередной перестройки в 1816–1819 годах под руководством архитектора К. Г. Слефогта, заменившего позднебарочную мансардную на низкую двускатную крышу с добавлением мезанина. Также были обновлены одноэтажные флигели, получившие полукруглые окна. Внутренняя отделка была выполнена в элегантном классицистическом стиле. Поблизости от дворца и в параллельной линии к нему располагаются конюшня и кавалерский дом, построенные в 1788–1792 годах по эскизу П. Л. Хойманна. Кавалерский дом был надстроен одним этажом в 1882 году. Перед въездом на территорию дворца находятся две сторожки 1787 года с надписью «RAST-STAEDTE» («место отдыха»). Одновременно с перестройкой дворца с 1784 года производилось устройство парка в английском стиле по планам К. Ф. Боссе. В качестве элемента парковой архитектуры был выстроен Храм Венеры в 1791–93 годах – небольшое цилиндрическое здание под куполом, вероятно по рисунку И. Б. Винка. Интерьер его украшен тонко профилированным лепным гипсовым декором. Последний правящий великий герцог Ольденбургский Фридрих Август II провёл поздние годы жизни, вслед за отречением в 1918 году, в этом дворце. Дворец находится во владении потомков герцогов Ольденбургских[10].
- Вилла наследного ольденбургского принца (Palais). Наискосок от дворца на противоположной стороне Ольденбургской улицы был выстроен в 1800 году для графа Шметтау одноэтажный дом, который был приобретён герцогом Петером Фридрихом Людвигом в 1822 году для своего сына и наследного принца. Дом был надстроен одним этажом. Нынешний вид с богато профилированным фасадом и мансардной крышей в стиле позднего историзма здание получило в 1882 году. В 1983 году производилась последняя большая реставрация, в ходе которой была отчасти восстановлена богатая внутренняя отделка помещений. Вилла находится во владении общины Растеде. В ней располагается архив общины. Её помещения предоставляются для выставок и других культурных мероприятий[11].
- Поместье Лой. В XIV веке принадлежало монастырю Растеде. Выстроенное в 1596 году здание перестраивалось несколько раз. Нынешний вид в неоготическом стиле оно получило в 1906 году. Основное здание с мансардной крышей и башенкой на средней оси с барочным гербом окружено по обеим сторонам от главного фасада двумя хозяйственными постройками.
- Дом Остерберг.

## Фотографии
- Въезд со стороны Кляйброк
- Церковь св. Ульриха
- Герцогский дворец
- Вилла наследного принца
- Въезд в герцогский парк
- Поместье Лой
- Фирма BÜFA
- Хан-Лемден, ев. церковь
- Хан-Лемден, начальная школа
- Фермы близ Хан-Лемден